# Championnat du monde junior de hockey sur glace 1984
Navigation
URSS 1983 Finlande 1985
La  huitième édition du championnat du monde junior de hockey sur glace a eu lieu entre le 25 décembre 1983 et le 3 janvier 1984 en Suède pour le groupe A, entre le 19 et le 25 mars pour le groupe B en France et enfin du 25 au 31 mars en Italie pour le groupe C.

## Déroulement de la compétition
23 nations sont inscrites à cette nouvelle édition du championnat du monde junior. Afin de ne pas changer le mode de classement, l'Italie est invitée à inscrire une seconde équipe dans le groupe C. Ainsi, chacun des trois groupes sera constitué de huit nations.
L'équipe B de l'Italie perdra l'intégralité de ses matchs alors que l'équipe A finira à la première place de son groupe.

## Groupe A
Les matchs du groupe A se sont joués dans les villes suédoises de Norrköping et Nyköping.

### Résultats
|                       | URSS. | Fin. | Tch. | Can. | Suè. | U.S.A. | All. | Sui. |
| --------------------- | ----- | ---- | ---- | ---- | ---- | ------ | ---- | ---- |
| 1. URSS               |       | 3–1  | 6–4  | 3–3  | 8–2  | 7–4    | 9–1  | 14–2 |
| 2. Finlande           | 1–3   |      | 8–7  | 4–2  | 4–1  | 7–2    | 8–2  | 12–4 |
| 3. Tchécoslovaquie    | 4–6   | 7–8  |      | 6–4  | 5–2  | 10–1   | 6–1  | 13–2 |
| 4. Canada             | 3–3   | 2–4  | 4–6  |      | 6–2  | 5–2    | 7–0  | 12–0 |
| 5. Suède              | 2–8   | 2–4  | 2–5  | 2–6  |      | 4–1    | 11–2 | 5–2  |
| 6. États-Unis         | 4–7   | 2–7  | 1–10 | 2–5  | 1–4  |        | 10–2 | 12–3 |
| 7. Allemagne fédérale | 1–9   | 2–8  | 1–6  | 0–7  | 2–11 | 2–10   |      | 4–3  |
| 8. Suisse             | 2–14  | 4–12 | 2–13 | 0–12 | 2–5  | 3–12   | 3–4  |      |

### Classement final groupe A
|        | Équipe             | PJ | V | N | D | BP | BC |
| ------ | ------------------ | -- | - | - | - | -- | -- |
| Or     | URSS               | 7  | 6 | 1 | 0 | 50 | 17 |
| Argent | Finlande           | 7  | 6 | 0 | 1 | 44 | 21 |
| Bronze | Tchécoslovaquie    | 7  | 5 | 0 | 2 | 51 | 24 |
| 4      | Canada             | 7  | 4 | 1 | 2 | 39 | 17 |
| 5      | Suède              | 7  | 3 | 0 | 4 | 27 | 28 |
| 6      | États-Unis         | 7  | 2 | 0 | 5 | 32 | 38 |
| 7      | Allemagne fédérale | 7  | 1 | 0 | 6 | 12 | 54 |
| 8      | Suisse             | 7  | 0 | 0 | 7 | 16 | 72 |

## Groupe B
Le groupe B a joué ses matchs à Caen en France.

### Premier tour
Poule A
|             | Aut. | Nor. | Fra. | Rou. |   | V | N | D  | BP | BC |
| ----------- | ---- | ---- | ---- | ---- | - | - | - | -- | -- | -- |
| 1. Autriche |      | 6–4  | 5–4  | 4–2  | 3 | 0 | 0 | 15 | 10 |    |
| 2. Norvège  | 4–6  |      | 7–3  | 11–2 | 2 | 0 | 1 | 22 | 12 |    |
| 3. France   | 4–5  | 3–7  |      | 12–5 | 1 | 0 | 2 | 19 | 19 |    |
| 4. Roumanie | 2–4  | 2–11 | 5–12 |      | 0 | 0 | 3 | 9  | 27 |    |

Poule B
|             | Pol. | Jap. | P-Bas | Dan. |   | V | N | D  | BP | BC |
| ----------- | ---- | ---- | ----- | ---- | - | - | - | -- | -- | -- |
| 1. Pologne  |      | 6–6  | 8–4   | 6–2  | 2 | 1 | 0 | 20 | 12 |    |
| 2. Japon    | 6–6  |      | 6–6   | 10–1 | 1 | 2 | 0 | 22 | 13 |    |
| 3. Pays-Bas | 4–8  | 6–6  |       | 3–1  | 1 | 1 | 0 | 13 | 15 |    |
| 4. Danemark | 2–6  | 1–10 | 1–3   |      | 0 | 0 | 3 | 4  | 19 |    |

### Second tour
Les résultats particuliers des matchs du tour précédent sont conservés (notés entre parenthèses ci-dessous).
Poule de relégation
|             | P-Bas | Fra.   | Rou.   | Dan.  |   | V | N | D  | BP | BC |
| ----------- | ----- | ------ | ------ | ----- | - | - | - | -- | -- | -- |
| 1. Pays-Bas |       | 6–4    | 3–1    | (3–1) | 3 | 0 | 0 | 12 | 6  |    |
| 2. France   | 4–6   |        | (12–5) | 5–2   | 2 | 0 | 1 | 21 | 13 |    |
| 3. Roumanie | 1–3   | (5–12) |        | 5–3   | 1 | 0 | 2 | 11 | 18 |    |
| 4. Danemark | (1–3) | 2–5    | 3–5    |       | 0 | 0 | 3 | 6  | 13 |    |

Poule pour la montée
|             | Pol.  | Aut.  | Jap.  | Nor.  |   | V | N | D  | BP | BC |
| ----------- | ----- | ----- | ----- | ----- | - | - | - | -- | -- | -- |
| 1. Pologne  |       | 4–2   | (6–6) | 5–4   | 2 | 1 | 0 | 15 | 12 |    |
| 2. Autriche | 2–4   |       | 5–3   | (6–4) | 2 | 0 | 1 | 13 | 11 |    |
| 3. Japon    | (6–6) | 3–5   |       | 5–3   | 1 | 1 | 1 | 14 | 14 |    |
| 4. Norvège  | 4–5   | (4–6) | 3–5   |       | 0 | 0 | 3 | 11 | 16 |    |

## Groupe C
Le groupe C s’est joué en Italie dans la ville de Varèse.

### Premier tour
Poule A
|             | Hon. | Bul. | Bel. | Ita. B |   | V | N | D  | BP | BC |
| ----------- | ---- | ---- | ---- | ------ | - | - | - | -- | -- | -- |
| 1. Hongrie  |      | 3–3  | 6–2  | 10–1   | 2 | 1 | 0 | 19 | 6  |    |
| 2. Bulgarie | 3–3  |      | 5–3  | 5–0    | 2 | 1 | 0 | 13 | 6  |    |
| 3. Belgique | 2–6  | 3–5  |      | 4–2    | 1 | 0 | 2 | 9  | 13 |    |
| 4. Italie B | 1–10 | 0–5  | 2–4  |        | 0 | 0 | 3 | 3  | 19 |    |

Poule B
|                    | Ita. | Esp. | G.B. | Aus. |   | V | N | D  | BP | BC |
| ------------------ | ---- | ---- | ---- | ---- | - | - | - | -- | -- | -- |
| 1. Italie          |      | 2–2  | 12–4 | 16–2 | 2 | 1 | 0 | 30 | 8  |    |
| 2. Espagne         | 2–2  |      | 7–3  | 5–4  | 2 | 1 | 0 | 14 | 9  |    |
| 3. Grande-Bretagne | 4–12 | 3–7  |      | 7–5  | 1 | 0 | 2 | 14 | 24 |    |
| 4. Australie       | 2–16 | 4–5  | 5–7  |      | 0 | 0 | 3 | 11 | 28 |    |

### Second tour
Les résultats particuliers des matchs du tour précédent sont conservés (notés entre parenthèses ci-dessous).
Poule pour la dernière place
|                    | Bel.  | G.B.  | Aus.  | Ita. B |   | V | N | D  | BP | BC |
| ------------------ | ----- | ----- | ----- | ------ | - | - | - | -- | -- | -- |
| 1. Belgique        |       | 9–2   | 8–3   | (4–2)  | 3 | 0 | 0 | 21 | 7  |    |
| 2. Grande-Bretagne | 2–9   |       | (7–5) | 6–3    | 2 | 0 | 1 | 15 | 17 |    |
| 3. Australie       | 3–8   | (5–7) |       | 5–1    | 1 | 0 | 2 | 13 | 16 |    |
| 4. Italie B        | (2–4) | 3–6   | 1–5   |        | 0 | 0 | 3 | 6  | 15 |    |

Poule pour la montée
|             | Ita.  | Bul.  | Hon.  | Esp.  |   | V | N | D  | BP | BC |
| ----------- | ----- | ----- | ----- | ----- | - | - | - | -- | -- | -- |
| 1. Italie   |       | 3–1   | 8–5   | (2–2) | 2 | 1 | 0 | 13 | 8  |    |
| 2. Bulgarie | 1–3   |       | (3–3) | 10–3  | 1 | 1 | 1 | 14 | 9  |    |
| 3. Hongrie  | 5–8   | (3–3) |       | 10–4  | 1 | 1 | 1 | 18 | 15 |    |
| 4. Espagne  | (2–2) | 3–10  | 4–10  | \|    | 0 | 1 | 2 | 9  | 22 |    |

### Sources
- (de) Cet article est partiellement ou en totalité issu de l’article de Wikipédia en allemand intitulé « Eishockey-Weltmeisterschaft der Junioren 1984 » (voir la liste des auteurs).